# Leslie Laing
Leslie Alphonso "Les" Laing, född 19 februari 1925 i Linstead i Saint Catherine Parish på Jamaica, död 7 februari 2021 i Clermont, Florida, USA, var en jamaicansk friidrottare.
Laing blev olympisk mästare på 4 x 400 meter vid sommarspelen 1952 i Helsingfors